# La nuit est claire
Pour plus de détails, voir Fiche technique et Distribution.
La nuit est claire (russe : Ночь светла, Noch svetla) est un film de fiction russo-ukrainien réalisé en 2004 par Roman Balaïan, produit par le Studio Dovjenko (Kiev, Ukraine). Le scénario signé Roustam Ibraguimbekov s'inspire du roman d'Oleksandr Jovna (uk) Expérience. Le film reçoit le prix Andreï Tarkovski au festival Fenêtre sur l'Europe de Vyborg (Russie).

## Synopsis
Deux jeunes enseignants, Alexeï et Lika, travaillent dans un internat pour handicapés. Ils sont amoureux l’un de l’autre mais voudraient savoir si leurs élèves peuvent éprouver un sentiment d’amour aussi. Ils décident de se livrer à une expérience.

## Fiche technique
- Titre français : La nuit est claire
- Titre original : Ночь светла
- Titre international : The Night Is Bright
- Réalisation : Roman Balaïan
- Scénario : Roustam Ibraguimbekov
- Photographie : Bogdan Verjbitsy (ru)
- Compositeur : Vadim Khrapatchev (ru)
- Production : Studio Dovjenko
- Pays d'origine :  Russie,  Ukraine
- Format : couleurs, 35 mm
- Durée : 98 minutes

## Distribution
- Andreï Kouzitchev (ru) : Alekseï, éducateur-orthophoniste
- Alekseï Panine : Dmitri, éducateur
- Olga Soutoulova : Lika, stagiaire
- Irina Kouptchenko : Zinaïda Antonovna, directrice
- Vladimir Gostioukhine : Petrovitch, gestionnaire
- Vadim Vavtchouk : Vitia, pensionnaire
- Olha Kohut (uk) : mère de Vitia
- Bogdan Khijniak : Sacha
- Olga Golitsa : Olia, pensionnaire
- Natalia Zelenetskaïa : Alissa

## Distinctions
- Primé au festival « Fenêtre sur l'Europe » de Vyborg (Russie).